# Salvador Guerrero
Salvador "Gory" Guerrero Quesada (n. 11 de enero de 1921 - f. 18 de abril de 1990) fue un luchador profesional mexicano.

## Vida
Gory nació en Ray, Arizona pero su familia se mudó a California donde ingresó en una escuela de inglés. Su familia se mudó a Guadalajara, Jalisco en México y Gory usó el inglés que aprendió para llevar una tienda de alfarería. En Guadalajara, se unió al club local "Box y Lucha", en un principio para aprender boxeo y fue entrenado por el legendario entrenador Diablo Velasco. Hizo su debut poco después de 1937 en Guadalajara. 
Durante los siguientes años, hizo importantes amigos, aprendiendo más acerca de la lucha libre profesional. Hizo su debut en la promoción de la Empresa Mexicana de la Lucha Libre en la Ciudad de México en 1943. Rápidamente empezó a ser conocido, siendo llamado "Rookie of the Year" y ganando dos títulos en 1945, el National Welterweight title (el cual nunca perdió) y el National Middleweight title. Su feudo con Cavernario Galindo es considerado como uno de los primeros feudos de sangre verdadera en la historia de la lucha libre. El feudo luego se transformó en un feudo por parejas, haciendo equipo con El Santo, formando el equipo La Pareja Atómica y Black Shadow hizo equipo con Galindo. Esta pareja resucitaría más tarde con El Hijo del Santo y su hijo Eddie Guerrero.
Continuando cosechando éxitos, derrotó a Tarzán López, ganando el Campeonato de los Pesos Medios de la NWA y peleó en un combate contra el Campeón Mundial de los Pesos Pesados de la NWA Lou Thesz. Se fue de la EMLL y trabajó como un independiente a mediados de los sesenta. Mientras se hacía mayor, fue luchando menos y menos hasta que dejó la lucha libre en los 80. Murió a la edad de 69 el 18 de abril de 1990 en El Paso, Texas.
Gory es más recordado por su estilo técnico agresivo y por usar la llave de sumisión La de a Caballo (o "Camel Clutch" como es conocido en los EE. UU. por ser usada por heels como The Sheik) y de la "Gori Special", modificado después en un facebuster, siendo conocida como "Gory Bomb" o en un neckbreaker/backbreaker, siendo conocido como el "Widow's Peak"). Es muy respetado por muchas generaciones de luchadores por sus habilidades y su fortaleza.

## Legado
Su legado son sus cuatro hijos varones, los cuales lucharon todos: Chavo Guerrero Sr. (el cual falleció en el 2017), Héctor, Mando y Eddie Guerrero (el cual falleció en 2005). Además, su nieto, el hijo de Chavo, es Chavo Guerrero, Jr.. Éste actualmente milita en el circuito independiente. Además de sus cuatro hijos, Gory tuvo dos hijas, Cuqui y Linda. Su esposa Herlinda era la hermana del luchador mexicano Enrique Llanes.

## En lucha
- Movimientos finales
  - Gory special inovado

- Movimientos de firma
  - Dropkick
  - Camel clutch inovado

## Campeonatos y logros
- Empresa Mexicana de la Lucha Libre

- Mexican National Middleweight Championship (1 vez)
- Mexican National Welterweight Championship (1 vez)
- NWA World Light Heavyweight Championship (2 veces)
- NWA World Middleweight Championship (1 vez)
- NWA World Welterweight Championship (1 vez)

- NWA Hollywood Wrestling

- NWA Americas Tag Team Championship (1 vez) - con Chavo Guerrero Sr.

- Pacific Northwest Wrestling

- NWA Pacific Northwest Tag Team Championship (1 vez) - con Luigi Macera

- Southwest Championship Wrestling

- SWCW Southwest Junior Heavyweight Championship (1 vez)

- Southwest Sports, Inc.

- NWA Texas Tag Team Championship (1 vez) - con Cyclone Anaya